# Dystrykt Lubombo
Dystrykt Lubombo – największy dystrykt w Królestwie Eswatini, znajdujący się we wschodniej części kraju. Jego stolicą jest Siteki. Inne miasta dystryktu: Big Bend, Mhlume, Simunye. Dystrykt dzieli się na 11 tinkhundla.

## Demografia
Dystrykt Lubombo jest 4. pod względem liczby ludności dystryktem w państwie. Według spisu powszechnego z 2007r. zamieszkiwało go 207 731 mieszkańców.
Zmiana liczby ludności w latach 1966 - 2007:
Źródłó:http://www.statoids.com/usz.html